# أندرسون تشيذام
أندرسون تشيذام (بالإنجليزية: Anderson Cheatham)‏ هو سياسي أمريكي، ولد في 1701. انتخب عضو مجلس نواب تينيسي.